# Erastriopis anaemica
Erastriopis anaemica är en fjärilsart som beskrevs av George Francis Hampson 1926. Erastriopis anaemica ingår i släktet Erastriopis och familjen nattflyn. Inga underarter finns listade i Catalogue of Life.